# Омельяненко Сергій Миколайович
Сергі́й Микола́йович Омелья́ненко — старший лейтенант Збройних сил України.

## З життєпису
Станом на березень 2017-го — старший бортовий авіаційний технік, авіаційний загін авіаційної ескадрильї, 25-та бригада транспортної авіації.

## Нагороди
21 жовтня 2014 року — за особисту мужність і героїзм, виявлені у захисті державного суверенітету та територіальної цілісності України, вірність військовій присязі під час російсько-української війни, відзначений — нагороджений орденом «За мужність» III ступеня.